# أوسبري للنشر
أوسبري للنشر (بالإنجليزية: Osprey Publishing)‏ هي دار نشر بريطانية مقرها أكسفورد متخصصة في التاريخ العسكري. تحتوي العديد من كتبهم على لوحات فنية كاملة الألوان وخرائط وصور فوتوغرافية، وتنتج الشركة أكثر من اثني عشر سلسلة مستمرة، كل منها يركز على جانب معين من التاريخ العسكري. نشرت أكثر من 2300 كتاب. وتشتهر بسلسلة Men-at-Arms، التي تصل إلى أكثر من 500 كتاب، مع تخصيص كل كتاب لجيش أو وحدة عسكرية تاريخية محددة. أوسبري هي اسم تجاري متفرع من دار نشر بلومزبري.